# (10681) ХТУРЭ
(10681) ХТУРЭ (англ. 10681 Khture) — астероид главного пояса, открыт 14 октября 1979 года.
При открытии получил обозначение 1979 TH2. Диаметр — 13 км.

## Орбита
|  |  |

## История
Астероид главного пояса, открыт 14 октября 1979 года Черных Николай Степановичем в Крымской астрофизической обсерваторией.
Назван в честь Харьковского технического университета радиоэлектроники: ХТУРЭ — Харьковский Технический Университет РадиоЭлектроники. Так как в университете была создана научная школа «Метеорная радиолокация» под руководством Кащеева Бориса Леонидовича которая внесла значительный вклад в радиоастрономическое исследования метеоров. Также в университете была создана своя служба времени. Следует отметить, что к известным представителям Харьковской школа метеорной радиолокации и радиосвязи относиться Волощук Юрий Иванович под руководством которого был создан самый большой в мире каталог орбит метеорных тел (около 250 тысяч единиц) и каталог 5160 метеорных потоков, которые могут быть применены в поиске опасных для Земли астероидов.

## Параметры
Инвариант Тиссерана относительно планеты Юпитер — 3,186.